# Forcipomyia fasciata
Forcipomyia fasciata är en tvåvingeart som beskrevs av Tokunaga 1940. Forcipomyia fasciata ingår i släktet Forcipomyia och familjen svidknott. Inga underarter finns listade i Catalogue of Life.